# ASB8
ASB8 (англ. Ankyrin repeat and SOCS box containing 8) – білок, який кодується однойменним геном, розташованим у людей на 12-й хромосомі. Довжина поліпептидного ланцюга білка становить 288 амінокислот, а молекулярна маса — 31 642.
| 10         |  | 20         |  | 30         |  | 40         |  | 50         |
| ---------- |  | ---------- |  | ---------- |  | ---------- |  | ---------- |
| MSSSMWYIMQ |  | SIQSKYSLSE |  | RLIRTIAAIR |  | SFPHDNVEDL |  | IRGGADVNCT |
| HGTLKPLHCA |  | CMVSDADCVE |  | LLLEKGAEVN |  | ALDGYNRTAL |  | HYAAEKDEAC |
| VEVLLEYGAN |  | PNALDGNRDT |  | PLHWAAFKNN |  | AECVRALLES |  | GASVNALDYN |
| NDTPLSWAAM |  | KGNLESVSIL |  | LDYGAEVRVI |  | NLIGQTPISR |  | LVALLVRGLG |
| TEKEDSCFEL |  | LHRAVGHFEL |  | RKNGTMPREV |  | ARDPQLCEKL |  | TVLCSAPGTL |
| KTLARYAVRR |  | SLGLQYLPDA |  | VKGLPLPASL |  | KEYLLLLE   |  |            |

A: Аланін

C: Цистеїн

D: Аспарагінова кислота

E: Глутамінова кислота

F: Фенілаланін

G: Гліцин

H: Гістидин

I: Ізолейцин

K: Лізин

L: Лейцин

M: Метіонін

N: Аспарагін

P: Пролін

Q: Глутамін

R: Аргінін

S: Серин

T: Треонін

V: Валін

W: Триптофан

Задіяний у такому біологічному процесі, як убіквітинування білків. 
Локалізований у цитоплазмі.